# Tomasz Kuszczak
Tomasz Mirosław Kuszczak (født 20. marts 1982 i Krosno Odrzańskie) er en polsk fodboldspiller, som spiller i The Championship-klubben Birmingham City. Han kom til klubben i 2015. Tidligere har han blandt andet repræsenteret Manchester United, Brighton og Hertha Berlin.
Kuszczak har desuden (pr. april 2018) spillet 11 kampe for det polske landshold.

## Klubkarriere

### Hertha BSC
Kuszczak tog til Hertha BSC i 2000, hvor han brugte et år på deres reservehold, før han rykkede op på førsteholdet i 2001. Han brugte efterfølgende tre sæsoner som klubbens tredje-valg af målmænd i klubben bag ved Gábor Király og Christian Fiedler og formåede ikke at spille en eneste kamp i Bundesligaen. Hans kontrakt løb ud med Hertha, da han skrev under med den dagværende West Brom-manager Gary Megson den 14. juli 2004.

### West Bromwich Albion
Han fik sin debut for West Brom den 18. september 2004 i en Premiership-kamp mod Fulham F.C. på The Hawthorns, en kamp som endte 1-1. Han spillede efterfølgende en League Cup-kamp mod Colchester United F.C. den 21. september 2004, som Albion tabte 1-2.
Kuszczak havde kun stået på mål i en kamp i Premier League før West Broms kamp mod Manchester United på den næstsidste kampdag i 2004-05-sæsonen, og West Brom så op til en meget hård kamp. Han fik en hård opgave at løse, da han blev sat foran målet efter, at førstevalgsmålmanden Russell Hoult blev skadet i førstehalvleg. West Brom endte kampen med 1-1 med Kuszczak uden at have lukket et mål ind under sine 68 minutter på positionen. Kuszczaks indsats gjorde at han fik sin første Man of the Match-pris i Premier League. Den efterfølgende uge i sæsonens sidste kamp mod Portsmouth, havde Kuszczak endnu en indtryksfuld kamp, da han var med til at få West Brom til at vinde 2-0 og derfor blev oppe i ligaen. Han er også meget proaktivt involveret i indføring af fællestræning.
I 2005-06 skulle Kuszczak være reservemålmand efter Chris Kirkland. Da Kirkland blev skadet, kom Kuszczak i sin første Premiership-kamp på sæsonen den 30. oktober 2005, men kunne ikke forhindre Newcastle United i at vinde 3-0. Han indsats gjorde, at han blev førstevalgsmålmanden. Det fortsatte også til trods for, at Kirkland vendte tilbage fra at være skadet.
Den 15. januar 2006 havde Kuszczak en imponerende kamp mod Wigan, da han lavede en kamp-vindende redning sent i kampe fra Jason Roberts og West Brom vandt kampen 1-0. Redningen blev beskrevet som Sæsonens redning af seere på BBC TVs Match of the Day-program.
Den 7. juli 2006 bekræftede West Bromwich Albion-manageren Bryan Robson at Manchester United havde givet et bud for Kuszczak på omkring 21 millioner. Den 3. august afviste West Bromwich Albion et bud på 28 millioner kroner for Kuszczak fra Manchester United, og at et etårs lån for Uniteds ungdomstalent Giuseppe Rossi også ville blive inkluderet sammen med pengene for lave aftalen. Den 10. august 2006 flyttede Kuszczak til Manchester United på en aftale der involverede Englands u-18-målmand Luke Steele og forsvarsspilleren Paul McShane til West Brom.

### Manchester United
Da skiftet blev officielt, meddelte Manchester United ikke perioderne, Kuszczak skulle være hos dem, der gjorde at forslaget blot blev til en låneaftale. Chefdirektøren David Gill har siden beskrevet sitiuation: "Tomasz vil blive en Manchester United-spiller i de næste fire år.," sagde han. "Han vil være hos os på lån det første år, og derefter vil han tilslutte os permanent i juli 2007. Vi ville ikke have været interesseret i at skrive under med nogen anden spiller, endda ikke hvis han var lige så god som Tomasz, på en låneaftale. Vil vil håbe at Tomasz vil forblive Manchester United-spiller i mange år frem."
Kuszczak fik debut i en Premier League-kamp mod Arsenal den 17. september 2006, og han fik Manchester United-fansenes respekt, da han reddede et tidligt Gilberto Silva-straffespark. Han kunne dog ikke redde United fra et 1-0-nederlag, da Emmanuel Adebayor scorede et sent vinder-mål.
I sin første start, mod Crewe Alexandra i Carling Cuppen, var hans navn bag på hans målmandstrøje stavet ukorrekt; i stedet for Kuszczak, var hans navn stavet "Zuszczak."
Skønt Kuszczak ikke spillede mange Premiership-kampe i 2006-07-sæsonen, modtog han en vindermedalje med en speciel henvendelse fra Premier League.
Den 2. juli 2007 meddelte Manchester United at det permanente køb af Kuszczak var blevet bekræftet. for et beløb på 22,78 millioner kroner.
På grund af at den hollandske målmand Edwin van der Sar fortsatte i god form og Ben Fosters knæskade, blev Kuszczak udnævnt som Manchester Uniteds andenmålmand i 2007-08-sæsonen. Under et interview i maj 2007 slog Kuszczak fast, at han ville være førstevalget i Manchester United en dag.
Den 8. marts 2008 i en FA Cup-kamp mod Portsmouth, modtog Kuszczak et direkte rødt kort for en fejl mod Milan Baroš. På det tidspunkt var alle udskiftere blev brugt, så derfor blev Rio Ferdinand nødt til at tage over mellem stolperne, men han formåede ikke at redde straffesparket, der var blevet givet til Portsmouth, og United blev slået ud af FA Cuppen.
I september 2008 skrev Kuszczak en toårs forlænget kontrakt, der vil holde ham på Old Trafford indtil 2012.

### Brighton & Hove Albion
Den 19. juni 2012 skrev Kuszczak en 2-årig lang kontrakt med Brighton & Hove Albion. Efter han ikke havde haft så stor succes i Manchester United, blev Kuszczak lejet ud sæsonen før han skrev kontrakt med Brighton & Hove Albion.

## International karriere
Kuszczak har spillet 11 internationale kampe på nuværende tidspunkt, hans debut var den 11. december 2003 mod Malta. Polen vandt udekampen 4-0.
På grund af den imponerende indsats for West Brom, selv om klubben i sidste ende rykkede ned, blev han udtaget til det 23-mand Polen-hold til VM i fodbold 2006. Dog lod han i en VM-opvarmningskamp mellem Polen og Colombia den 30. maj 2006 et mål gå ind direkte fra et langt skud af modstandernes målmand Neco Martínez. en fejl som også blev lavet af hans Manchester United-rival Ben Foster. Kuszczak endte derefter med at være Artur Borucs hjælper under turneringen og kom ikke til at spille.
I maj 2008 blev han udtaget til Polens trup til EM i fodbold 2008, men blev nødt til at sige fra efter at være udtaget på grund af en rygskade. Kuszczak blev erstattet af Korona Kielces Wojciech Kowalewski.

## Hæder

### West Bromwich Albion
- Sæsonens redning – Priset af Match of the Day: 2005-06

### Manchester United
- Premier League
  - Vinder (2): 2006-07, 2007-08 (Speciel undtagelse for begge)
- FA Cup:
  - Runner-up (1): 2007
- FA Community Shield
  - Vinder (2): 2007, 2008
- UEFA Champions League
  - Vinder (1): 2007-08
- UEFA Super Cup
  - Runner-up (1): 2008
- Sæsonens redning – Priset af Daily Mail: 2007-08[9]

## Statistics
Alle statistikker er korrekte op til 21. september 2008
| Klub      | Sæson   | Liga | Liga | FA Cup | FA Cup | League Cup | League Cup | UEFA CL | UEFA CL | I alt | I alt |
| Klub      | Sæson   | Kmp  | Mål  | Kmp    | Mål    | Kmp        | Mål        | Kmp     | Mål     | Kmp   | Mål   |
| --------- | ------- | ---- | ---- | ------ | ------ | ---------- | ---------- | ------- | ------- | ----- | ----- |
| Man Utd   | 2008-09 | 1    | 0    | 0      | 0      | 0          | 0          | 0       | 0       | 1     | 0     |
| Man Utd   | 2007-08 | 9    | 0    | 1      | 0      | 1          | 0          | 5       | 0       | 16    | 0     |
| Man Utd   | 2006-07 | 6    | 0    | 5      | 0      | 2          | 0          | 0       | 0       | 13    | 0     |
| West Brom | 2005-06 | 28   | 0    | 0      | 0      | 2          | 0          | 0       | 0       | 30    | 0     |
| West Brom | 2004-05 | 3    | 0    | 1      | 0      | 1          | 0          | 0       | 0       | 5     | 0     |
| Total     |         | 47   | 0    | 7      | 0      | 6          | 0          | 5       | 0       | 65    | 0     |

## Eksterne links
- Wikimedia Commons har flere filer relateret til Tomasz Kuszczak

- Tomasz Kuszczaks spillerprofil hos FIFA (engelsk)
- Tomasz Kuszczaks spillerprofil hos UEFA (engelsk)
- Tomasz Kuszczaks profil hos EU-football.info (engelsk)
- Tomasz Kuszczaks spillerprofil på Transfermarkt (engelsk)
- Tomasz Kuszczaks trænerprofil på Transfermarkt (engelsk)
- Tomasz Kuszczaks spillerprofil på national-football-teams.com (engelsk)
- Tomasz Kuszczaks profil på WorldFootball.net (engelsk)
- Tomasz Kuszczaks spillerprofil på Soccerbase.com (engelsk)
- Tomasz Kuszczaks profil hos FootballDatabase.eu (engelsk)
- Tomasz Kuszczaks spillerprofil på Soccerway (engelsk)